# Nedo Fiano
Nedo Fiano (* 22. April 1925 in Florenz; † 19. Dezember 2020 in Mailand) war ein italienischer Überlebender des Konzentrationslagers Auschwitz und einer der aktivsten Zeitzeugen des Landes.

## Biografie
Infolge des Inkrafttretens der rassistischen Gesetzgebung in Italien im Jahre 1938 musste Fiano im Alter von 13 Jahren aufgrund seines jüdischen Glaubens die Schule abbrechen. Er konnte seine Ausbildung jedoch an einer innerhalb der jüdischen Gemeinde von Florenz autonom eingerichteten Schule fortsetzen.
Am 6. Februar 1944 wurde er von der italienischen Geheimpolizei OVRA verhaftet und in Florenz inhaftiert. Mit elf weiteren Familienmitgliedern wurde er anschließend in das Durchgangslager Fossoli überstellt.
Fiano und seine Angehörigen wurden am 16. Mai 1944 in das Konzentrationslager Auschwitz deportiert, wo sie am 23. Mai ankamen. Seine Häftlingsnummer lautete A-5405. Der Transport aus Fossoli hatte die Nummer 46 (Tibaldi) und umfasste 581 Personen. 
Am 11. April 1945 wurde er von amerikanischen Truppen im Konzentrationslager Buchenwald befreit, wohin er zuvor transferiert worden war. Von seiner gesamten Familie ist er der einzige Überlebende.
Nach der wiedererlangten Freiheit schloss Fiano ein Studium an der Wirtschaftsuniversität Luigi Bocconi in Mailand ab und wurde Manager. Im Jahre 1985 gründete er außerdem ein Büro für Unternehmensberatung.
Fianos Leben war seit seiner Befreiung stets geprägt durch seine zahlreichen Aktivitäten als Zeitzeuge des Holocaust, vor allem mit Jugendlichen. 2003 veröffentlichte er unter dem Titel A-5405. Il coraggio di vivere („Der Mut zu leben“) seine Biografie auch in Buchform. Fiano war außerdem als Berater für Roberto Benignis Film Das Leben ist schön tätig und hat an zahlreichen Dokumentationsfilmen mitgewirkt.

## Bibliografie
- A-5405. Il coraggio di vivere, Saronno: Monti 2003, ISBN 9788884771124 (in italienischer Sprache)

## Einzelnachweis
1. ↑  Italienischer Holocaust-Überlebender Nedo Fiano gestorben. Meldung auf stol.it, 20. Dezember 2020. Abgerufen am 21. Dezember 2020.

| Personendaten    | Personendaten                                                 |
| ---------------- | ------------------------------------------------------------- |
| NAME             | Fiano, Nedo                                                   |
| KURZBESCHREIBUNG | italienischer Überlebender des Konzentrationslagers Auschwitz |
| GEBURTSDATUM     | 22. April 1925                                                |
| GEBURTSORT       | Florenz                                                       |
| STERBEDATUM      | 19. Dezember 2020                                             |
| STERBEORT        | Mailand                                                       |